# U.S. Route 84
La U.S. Route 84 è una strada statunitense a carattere nazionale che corre da est ad ovest. Nel progetto originale del 1926 doveva essere solo una piccola strada tra Georgia ed Alabama, ma ora si estende fino in Colorado.
Il termine orientale della strada è a Pagosa Springs (CO), all'intersezione con la U.S. Route 160; il suo termine occidentale è a poco ad est di Midway (GA), all'intersezione con l'Interstate 95. La strada continua poi verso il vicino oceano Atlantico come strada statale.